# ۱۴۶ (قمری)
۱۴۶ (قمری)، صد و چهل و ششمین سال در گاهشماری هجری قمری است. اول محرم این سال برابر با بیست و پنجم مارس سال ۷۶۳ میلادی است.